# Semiothisa succosata
Semiothisa succosata är en fjärilsart som beskrevs av Philipp Christoph Zeller 1872. Semiothisa succosata ingår i släktet Semiothisa och familjen mätare. Inga underarter finns listade i Catalogue of Life.